# شیرکو بیکس
عباس بیکس خواننده، شاعر، (به کوردی: şêrko Bêkes یاعباس بێکه‌س) (زادهٔ ۱۱ آبان ۱۳۸۱ در سلیمانیه کردستان عراق –  در چهارم اوت۲۰۱۹ در سوئد) شاعر معاصر کرد بود که در سال ۱۹۸۸ ازسوی انجمن قلم سوئد، برندهٔ جایزه کورت توخولسکی (Kurt Tucholsky) شد. از وی بالغ بر ۳۸ دیوان شعر چاپ شده‌است.
سروده‌های وی به زبان کردی هستند. او فرزند فایق بیکس از شاعران مبارز و شناخته شده کرد بود.

## زندگی‌نامه
شیرکو بیکس در سال ۱۹۴۰ در شهر سلیمانیه کردستان عراق به دنیا آمد. پدرِ وی شاعر ملی کُرد «فایق بیکس» بود. تحصیلات ابتدایی را در سلیمانیه و هنرستان فنّی را در بغداد به پایان رساند. در هفده سالگی نخستین شعرش را منتشر کرد. سال ۱۹۶۴ به جمع شورشیان پیوست و در ایستگاه رادیویی به فعالیّت پرداخت. سال ۱۹۶۸ نخستین دفتر شعرش را (پرتو شعر) منتشر کرد. سال ۱۹۷۰ به همراه جمعی از نویسندگان و شاعران کُرد بیانهٔ روانگه (دیدگاه) را حول محور ضرورت تحوّل و نوگرایی در شعر کُردی منتشر ساخت. سال ۱۹۷۴ برای دوّمین بار به شورشیان پیوست و پس از شکست قیام در ۱۹۷۵ به شهر رُمادیه تبعید شد. پس از بازگشت به سلیمانیه در اداره آب به کار گرفته شد. اواخر سال ۱۹۸۴ برای سومین بار به شورشیان پیوست. سال ۱۹۸۶ به ایران سفر کرد و از آنجا راهی سوریه شد، سپس به دعوت انجمن حقوق بشر به ایتالیا رفت و برای نخستین بار در شهر فلورانس و در جمع دوستدارانِ شعرش، به شعرخوانی پرداخت. سال ۱۹۸۸ جایزه خانه قلم سوئد کورت توخولسکی به وی اعطا شد و از سوی کشور سوئد به عنوان پناهنده سیاسی پذیرفته شد و در آنجا اقامت گزید. در فاصله سالهای ۱۹۸۷ تا ۱۹۹۱ ده‌ها مراسم شعرخوانی در کشورهای مختلف برگزار کرد. سال ۱۹۹۱ پس از قیام سراسری مردم عراق در کنگره گروهه‌های اپوزیسیون عراقی در بیروت شرکت کرد و ماه اکتبر همان سال به کُردستان برگشت. سال ۱۹۹۲ به عنوان نماینده به پارلمانِ تازه تأسیس کردستان عراق راه یافت. بعدها به عنوان وزیر فرهنگ کردستان منصوب شد. در نوامبر ۱۹۹۳ در اعتراض به پایمال شدن دموکراسی و حقوق مردم، از مقام وزارت کناره‌گیری کرد. سال ۱۹۹۸ به همراه تنی چند از ادیبان و روشنفکران کُرد، مؤسسه انتشاراتیِ سه‌رده‌م (عصر) را بنیاد نهاد و تا پایان عمر سرپرستی آن را به عهده داشت. اشعار شیرکو از سال ۱۹۸۸ تحت عنوان شعر معاصر کُرد در کتاب‌های درسیِ دبیرستانهای ایالات متحده و کانادا گنجانده شده‌است. وی عضو کانون نویسندگان کُردستان و سوئد بود. گزیدهٔ اشعارِ شیرکو بیکس به بسیاری از زبان‌های دنیا، از جمله انگلیسی، فرانسوی، ایتالیایی، سوئدی، دانمارکی، مجاری، آلمانی، عربی، ترکی و فارسی ترجمه شده‌است. سال ۲۰۰۱ جایزهٔ شعر پیره‌مێرد (پیرمرد)، شاعر بزرگ کُرد به وی اعطا شد.
شیرکو روز چهارم اوت ۲۰۱۳ (مصادف با ۱۳ مرداد ماه ۱۳۹۲) در استکهلم درگذشت، پیکر او به عنوان اولین وزیر فرهنگ کردستان عراق با تشریفات رسمی به کردستان برگردانده و بنا به وصیّتش در پارک آزادی شهر سلیمانیه به خاک سپرده شد.
زندگی شیرکو تقریباً هم‌زمان با سرآغاز شعر نو در ادبیات کُرد بوده، او و هم‌قطارانش توانستند در این مدت کوتاه شعر کُردی را به مرزهای تازه‌ای از ادبیات جهانی برسانند.
سید علی صالحی از شاعران مطرح معاصر و دبیر کانون نویسندگان ایران در مورد وی چنین می‌گوید: «شیرکو بی‌کس بلندآوازه‌ترین نام و شاعر جهانی کُرد تبار است که او را در ردیف شاعرانی چون فدریکو گارسیا لورکا، ناظم حکمت، یانیس ریتسوس، پابلو نرودا، آدونیس (شاعر) و محمود درویش می‌دانند اما برای من سفیر ستارگان شهید و اندوه‌سرای زندگان عذاب‌دیدهٔ کردستان است.»
از جمله دفترهای شعر این شاعر می‌توان از دو سرود کوهی، عقاب، رودبار، گرگ و میش، آفات، عطشم را شعله فرومی‌نشاند، دره پروانه‌ها، صلیب، مار و روز شمار یک شاعر و سایه نام برد که به زبان‌های فرانسوی، ایتالیایی، سوئدی، عربی ترجمه و چاپ شده‌اند. در ایران نیز در مجموعه‌هایی از او همچون منظومه بلند دره پروانه (ده‌ربه‌ندی په‌پووله) و آزادی، این واژه بی‌آبرو با همت محمد رئوف مرادی ترجمه و به چاپ رسیده‌است.
شیرکو بیکس چندین بار از طرف ملا کریکار از روحانیان دینی کردستان عراق، که در سال ۱۹۸۶ گروه «انصار الاسلام» را تشکیل داد، به خاطر شعرهای هنجارشکن ضد اسلامیش مورد تهدید قرار گرفت.
از وصیت‌نامه شیرکو بیکس:
"نمی‌خواهم در هیچکدام از تپه‌ها و گورستان‌های مشهور شهر به خاک سپرده شوم. اول به خاطر اینکه جای خالی ندارند و دوم اینکه من جاهای شلوغ را دوست ندارم. من می‌خواهم اگر شهرداری شهرمان اجازه دهد پیکر مرا در جوار تندیس شهدای ۱۹۶۳ سلیمانی به خاک بسپارند زیرا فضای آنجا لذت بخش تر است و نفسم نمی‌گیرد."
این شاعر بزرگ کرد در وصیت‌نامه‌اش افزوده‌است: "من دوست دارم پس از مرگم نیز همدم همشهریان و صدای موسیقی و رقص و زیبایی‌های این پارک باشم. کتابخانه و دیوانهای اشعار و عکس‌هایم را نیز به کنار مزارم ببرید. یک کافی شاپ و باغچه‌ای کوچک هم در نزدیکی مزارم درست شود تا شاعران، نویسندگان و دختران و پسران عاشق به بهانه آن مهمان من باشند. دوست دارم از حالا این صحنه‌ها را مانند یک رؤیا ببینم."
بیکه س همچنین عنوان کرده‌است: "می‌خواهم هم‌زمان با صدای دلنواز آواز الاویسی ماموستا علی مردان و سرود ”خدایا وطن را آباد کن” و درحالیکه پیکرم در پرچم کردستان پیچیده شده به خاک سپرده شوم. می‌خواهم در مراسم خاکسپاری موسیقی نواخته شود و تابلوی هنرمندان شهرم در داخل بنای مزارم نصب شود. می‌خواهم پس از مرگم جایزه‌ای ادبی سالانه‌ای به نام «بیکه س» به زیباترین دیوان شعر منتخب آن سال اهداء شود و هزینه آن نیز از آنچه به ارث می‌گذارم پرداخت شود.

### سبک و تأثیرگذاری
سید علی صالحی در گفتگویی که به مناسبت درگذشت شیرکو انجام گرفت و در روزنامه آرمان ایران چاپ شد گفت:
جنس وجودی بیکس، کرانه ناپذیری بود. انگار بعضی‌ها (انگشت‌شمار) هم از نخست «اقیانوس» به دنیا می‌آیند. شیرکو از این سلسله منحصر به فرد بود. هزار و یک دست برای نوشتن داشت، درست مثل ناظم حکمت، مثل یانیس ریتسوس. این سلسله یعنی «جوهرکار»! شیرکو می‌گفت: «در ایام تبعید به جنوب عراق پی دمپایی بودم بروم دنبال کاری، نفهمدیم کی با زغال دیوار خانه را غرق شعر کردم، کارم یادم رفت». فوران بی‌وقفه واژه‌ها.. ! این عطیه عظیمی است که قسمت هر کسی نمی‌شود. شیرکو بیکس از ۱۷ سالگی (چاپ اولین دفتر- مهتاب شعر) تا ۷۲ سالگی-موسم الوداع- یعنی طی ۵۵ سال کار نوشتن، در هیچ شرایطی تن به نومیدی، خنثی زدگی، رکود، تکرار و خستگی نداد. پایان‌ناپذیر می‌نمود، ذهن جوشان مهار ناپذیر همین است. ستاره بی‌افول که ظلمت هیچ شبی چشم‌هایش را نبوسید. می‌دانید چه میراثی در پی گذاشته‌است؟! هفت هزار صفحه شعر، نمایشنامه، ترجمه و…(سوای مصاحبه‌های همه سویه او). چه درکمیت و چه در کیفیت، شیرکو یک پدیده بود، در بعضی مسائل ما هرگز نمی‌توانستیم کنار یکدیگر بایستیم، اما با این وصف برادر بودیم. آدمیزادی اقیانوس‌وار که به شدت عاشق زحمتکشان بود، برادر مبارزان بود، همدل اهل تعهد و چنان عاطفی که تو گویی همان کودک هفت ساله در سلیمانیه فقیر است که پی نان برای مادر و خواهران خویش است. یکبار در دفتر خودش در سلیمانیه هم اشک در چشم داشت هم لبخندش محو نمی‌شد. تند تند زد روی میز: «مادرم هشتاد سال دارد، مثل شیر سوار هواپیما شد، تو آسمان است، می‌رود آمریکا پیش خواهرم. چقدر رنج کشید این زن… !» شیرکو می‌گفت: «هر وقت مادرم خواب می‌دید، می‌دانستم دارد از دلتنگی دق می‌کند!» و یک جمله، یک عبارت محشر داشت؛ اولین بار، در همین «دربند» تهران، سایه کوه گفت: «ماشاعران… سراسر این سیاره و سراسر تاریخ، از یک خانواده خاص هستیم. همه مثل هم!» کودکی و معصومیت خاصی داشت. از هر نوع خشونت بیزار بود، شاعر صلح بود؛ شاعر آزادی که عجیب… تو گویی به هر چیزی که نگاه می‌کرد، شعری در آن می‌یافت و هزار شکار و هزار کشف. مثل نرودا که از سنگ‌های لب دریا هم نمی‌گذشت. شاعران خلاق این جهانی که «سوبژه» را برای اهل آه و ناله باز گذاشتند. واقعیت در شعر این شاعر بزرگ خود «شعر» بود و شعر؛ عین «واقعیت». با آن که شعر شیرکو، اساساً شعر «شهری» و «تکنو» نیست اما در همین جهان پاستورال و شبانی وبی‌حصر و بی‌استثنا «ابژه» نقش اصلی را به عهده دارد. در یک‌کلام او یکی از بزرگ‌ترین راوی‌های رؤیای انسان معاصر است. انسانی که زبان‌اش در شهر به بند درآمده اما ذهن‌اش همچنان درگیر دنیای روستا و شرایط شبانی است.

## نمونه اشعار شیرکو بیکس
(۱)
با من بیامیز
ای دختر خاکستر و
ای سرزمینِ آفات
که از شرقِ سرت
شمع و بخورِ مرگم را می‌سوزانند،
که از شرق تنت
شعر و شراره و سرودم را
شکنجه می‌دهند.
(۲)
من صلیبی مار به تن تنیده‌ام
من نفرینی ایزدی ام
من سه میخِ روییده‌ام
من از الفبای سنگ
از الفبای برف
از الفبای شبنم
از الفبای شعله…
من از تخمِ افسانه
سر برآورده‌ام…
(۳)

### روییدن از خاکستر
از آن صبحدم که مغرب زاده شد

شبی سیاه بود

از آفتاب آن روز

طالعی سنگین سر برآورد

از مصیبت

تنهایی زاده شد

و از بیست و چهارِ نیسان

پاییزی گوژ پشت سر برآورد

زمانه‌ای پیر و پکیده ورد زبانش

سرزمینی دارم

از همان کودکی

هلهله‌ها از آن چوبه‌های دار بود

کوچ شناسنامه اش بود و

ظلم پارویش

ودرخت‌هایش زخم شمشال داشتند

جغرافیای زنان شوهر مرده

شهر زنان شوهر مرده

خیابان زنان شوهر مرده

حدود آنجا بود

پروانهٔ کشتهٔ باران

آیینهٔ شکستهٔ چهره ها

نوازشگر پیچک !
.

سرزمینی دارم

که از دود به هم پیوسته‌است

دود چهارپاره شدن

دود توتون سیگارهای پیچ

دود بیغوله

دود دستبند ها!

از دریچهٔ سیاه هر کدامشان که نگاه کنی

جنگلِ جیغش

شاخه‌ای از مصیبت

و ییلاقِ اشکی ست

که گرداب شیونش از دور پیداست
.

سرزمینی دارم

شبیه هیچ‌کجا نیست

شبیه هیچ گریهٔ دیگری

و مانند هیچ سوختن دیگری نیست

آسیابش می‌کنند

خس و خاشاک دردهایش را

به باد شمشیر

به باد زره پوش و هواپیما می‌دهند

تا هر آنچه

که آنجا افسانه است

بازگردد

تا این هیزم خشک

صنوبری شود و

بازگردد

تا دوباره استخوان و جنازهٔ میان این آتش

به هم آمیزد

و تکه‌تکه این جسد هم

سر پا بایستد

رو به تمام جهان

می‌گوید من کوردستانم!

من سرزمینی دارم

طلسم شده

در قلادیز کشته می‌شود

اما درآمد دوباره زنده می‌شود

در حلبچه سرش را می‌زنند

اما در کرکوک زندگی می‌کند

در اربیل که بر دارش می‌کشند

در ارومیه برمی‌خیزد

سرزمینی دارم

هفت بند دارد

که از تمام سرزمین‌ها بیشتر است.

## آثار شیرکو بیکس به ترتیب چاپ اول
1. تریفهٔ هه‌ڵبه‌ست ۱۹۶۸(به فارسی: پرتو شعر)
2. که‌ژاوهٔ گریان ۱۹۶۹ (به فارسی: کجاوهٔ شیون)
3. کاوهٔ ئاسنگه‌ر ۱۹۷۱ (به فارسی: کاوه آهنگر- نمایشنامه منظوم)
4. من تینوێتیم به گڕ ئه‌شکێ ۱۹۷۳ (به فارسی:با آتش عطشم فروکش می‌کند)
5. ئاسک ۱۹۷۶ (به فارسی:آهو- نمایشنامه منظوم)
6. کازیوه ۱۹۷۸ (به فارسی:گرگ و میش)
7. دوو سروودی کێوی ۱۹۸۰ (به فارسی:دو سرود کوهی)
8. پیره‌مێرد و زه‌ریا ۱۹۸۲ (به فارسی:پیرمرد و دریا - ترجمه رُمان)
9. رووبار ۱۹۸۳ (به فارسی:رودبار)
10. که‌شکۆڵی پێشمه‌رگه ۱۹۸۴ (به فارسی:کشکول پیشمرگ)
11. داستانی هه‌ڵۆی سوور ۱۹۸۵ (به فارسی: حماسه عقاب سرخ)
12. ئاوێنه بچکۆله‌کان ۱۹۸۶ (به فارسی:آیینه‌های کوچک)
13. ته‌متوومان ۱۹۸۸ (به فارسی: دود و مِه)
14. ده‌ربه‌ندی په‌پووله ۱۹۹۱ (به فارسی:درهٔ پروانه)
15. ئافات ۱۹۹۳ (به فارسی:آفات)
16. مێرگی زام، مێرگی هه‌تاو ۱۹۹۶ (به فارسی:مرغزارِ زخم، مرغزارِ آفتاب)
17. خاچ و مار و رۆژژمێری شاعیرێ ۱۹۹۸ (به فارسی:صلیب و مار و روزشمارِ یک شاعر)
18. بۆننامه ۱۹۹۸ (به فارسی:بوی نامه)
19. چراکانی سه‌ر هه‌ڵه‌مووت ۱۹۹۹ (به فارسی:چراغهایی بر فراز قله- نثر)
20. نسێ ۱۹۹۹ (به فارسی:سایه)
21. ژنێک و دوو پیاو ۲۰۰۰ (به فارسی:زنی و دو مرد- ترجمه رُمان)
22. ژن و باران ۲۰۰۰ (به فارسی:زن و باران)
23. ره‌نگدان ۲۰۰۱ (به فارسی:رنگدان)
24. ئه‌زموون ۲۰۰۱ (به فارسی:گفتگو با یاسین عُمر)
25. له چلهٔ چلچرایه‌کدا ۲۰۰۱ (به فارسی:در چهلمِ یک چلچراغ)
26. پیاوێ له دارسێو ۲۰۰۲ (به فارسی:مردی از درختِ سیب)
27. خۆم؛ ئه‌و وه‌ختهٔ باڵنده‌م ۲۰۰۲ (به فارسی:خود؛ آن هنگام که پرنده‌ام)
28. پاییزه میوان ۲۰۰۲ (به فارسی:میهمانِ خزانی)
29. کوکوختیه بزێوه‌که ۲۰۰۳ (به فارسی:یاکریمِ شیطون - داستان کودکان)
30. گۆڕستانی چراکان ۲۰۰۴ (به فارسی:گورستانِ چراغان)
31. ئێوه به خۆشه‌ویستیم ئه‌سپێرن ۲۰۰۴ (به فارسی:مرا به عشق می‌سپارید)
32. سرووده به‌ردینه‌کان ۲۰۰۵ (به فارسی:سروده‌های سنگی)
33. کورسی ۲۰۰۵ (به فارسی: صندلی)
34. له گوڵه‌وه هه‌تا سووتوو ۲۰۰۶ (به فارسی:از گُل تا خاکستر)
35. حه‌فتا په‌نجه‌رهٔ گهڕۆک ۲۰۰۷ (به فارسی:هفتاد پنجرهٔ ویلان)
36. کتێبی ملوانکه ۲۰۰۷ (به فارسی:کتابِ گردنبند)
37. تۆ ئه‌توانی به قومێ ماچ بمخه‌یته‌وه ههڵقوڵین ۲۰۰۷ (به فارسی:با جرعه‌ای بوسه دوباره پروازم می‌دهی)
38. زێ و زنه ۲۰۰۸ (به فارسی:رودخانه و باتلاق)
39. ته‌ون ۲۰۰۹ (به فارسی: تارِ عنکبوت)
40. هه‌ست و نه‌ست ۲۰۱۰ (به فارسی:احساس و ادراک)
41. ئێستا کچێک نیشتمانمه ۲۰۱۱ (به فارسی:اکنون دختری موطنِ من است)
42. ئه‌سپێک له پهڕهٔ گوڵاڵه ۲۰۱۲ (به فارسی:اسبی از گلبرگِ شقایق)
43. خێراکه مردن خه‌ریکه بگات ۲۰۱۳ (به فارسی:بجنب مُردن در شُرُف رسیدن است)
44. نووسین به ئاوی خۆڵه‌مێش ۲۰۱۳ (به فارسی: نگارش با آبِ خاکستر - خاطرات)

## آثار ترجمه شده به فارسی
ترجمه آثار شیرکو بیکس به زبان فارسی، به ترتیب چاپ اول:
1. آفات، شیرکو بیکس، ترجمه: ناصح شریفیان، ناشر مترجم ۱۳۷۶
2. درّه پروانه‌ها، شیرکو بی‌کس، مترجم: محمد رئوف مرادی، نشر آنا ۱۳۸۰
3. آزادی این واژهٔ بی آبرو، شیرکو بی‌کس، ترجمه: محمد رئوف مرادی، نشر آنا ۱۳۸۱
4. دربند پروانه، شیرکو بی‌کس، ترجمه: عزیز ناصری، ناشر مترجم، سنندج ۱۳۸۲
5. گورستان چراغان، شیرکو بیکس، ترجمه: رضا کریم مجاور، نشر پویان ۱۳۸۴
6. سرودهای سنگی، شیرکو بیکس، ترجمه: رضا کریم مجاور، نشر پویان ۱۳۸۵
7. سلیمانیه و سپیده‌دم جهان، گزیده اشعار شیرکو بی‌کس، بازسرایی: سید علی صالحی، محمدرئوف مرادی، با همراهی مریوان حلبچه‌ای و امان جلیلیان، انتشارات نگاه ۱۳۸۵
8. میهمان خزانی، شیرکو بیکس، ترجمه: رضا کریم مجاور، نشر چشمه ۱۳۸۶
9. مرا به عشق بسپارید، شیرکو بیکس، ترجمه: رضا کریم مجاور، نشر افراز ۱۳۹۰
10. بوی نامه، شیرکو بیکس، ترجمه: رضا کریم مجاور، نشر پویان ۱۳۹۲
11. عاشق شدن در ساعت بیست و پنج، گزیده اشعار شیرکو بی‌کس، ترجمه: فریاد شیری، انتشارات سرزمین اهورایی ۱۳۹۳
12. اسبی از گلبرگ شقایق، شیرکو بیکس، ترجمه: سیامند شاسواری، انتشارات سه رده م ۲۰۱۲
13. صندلی، شیرکو بیکس، ترجمه: سیامند شاسواری، انتشارات سه رده م ۲۰۱۳
14. آینه‌های کوچک، شیرکو بی‌کس، ترجمه: عزیز ناصری، ناشر مترجم، سنندج ۱۳۸۲
15. پریدگی، شیرکو بی‌کس، ترجمه: محمد مهدی‌پور، نشر نصیرا ۱۳۹۶
16. دیوار، گزینه اشعار شیرکو بیکس، ترجمه بابک زمانی، نشر فصل پنجم ۱۳۹۶
17. مجموعه اشعار شیرکو بی کس، ترجمه: رضا کریم مجاور، نشر نگاه، ۱۳۹۶
18. تو می‌توانی با جرعه ای بوسه، دیگر بار مرا بیافرینی، ترجمه: ناهید اشرفی، ناشر: کانی کتیب، سنندج، ۱۳۹۶
19. تازه‌ترین نشانی من، گزیده اشعار شیرکو بیکس، ترجمه: کاوه خضری، نشر گلآذین، چاپ اول ۱۳۹۳، چاپ دوم ۱۳۹۹.